# Целленбау

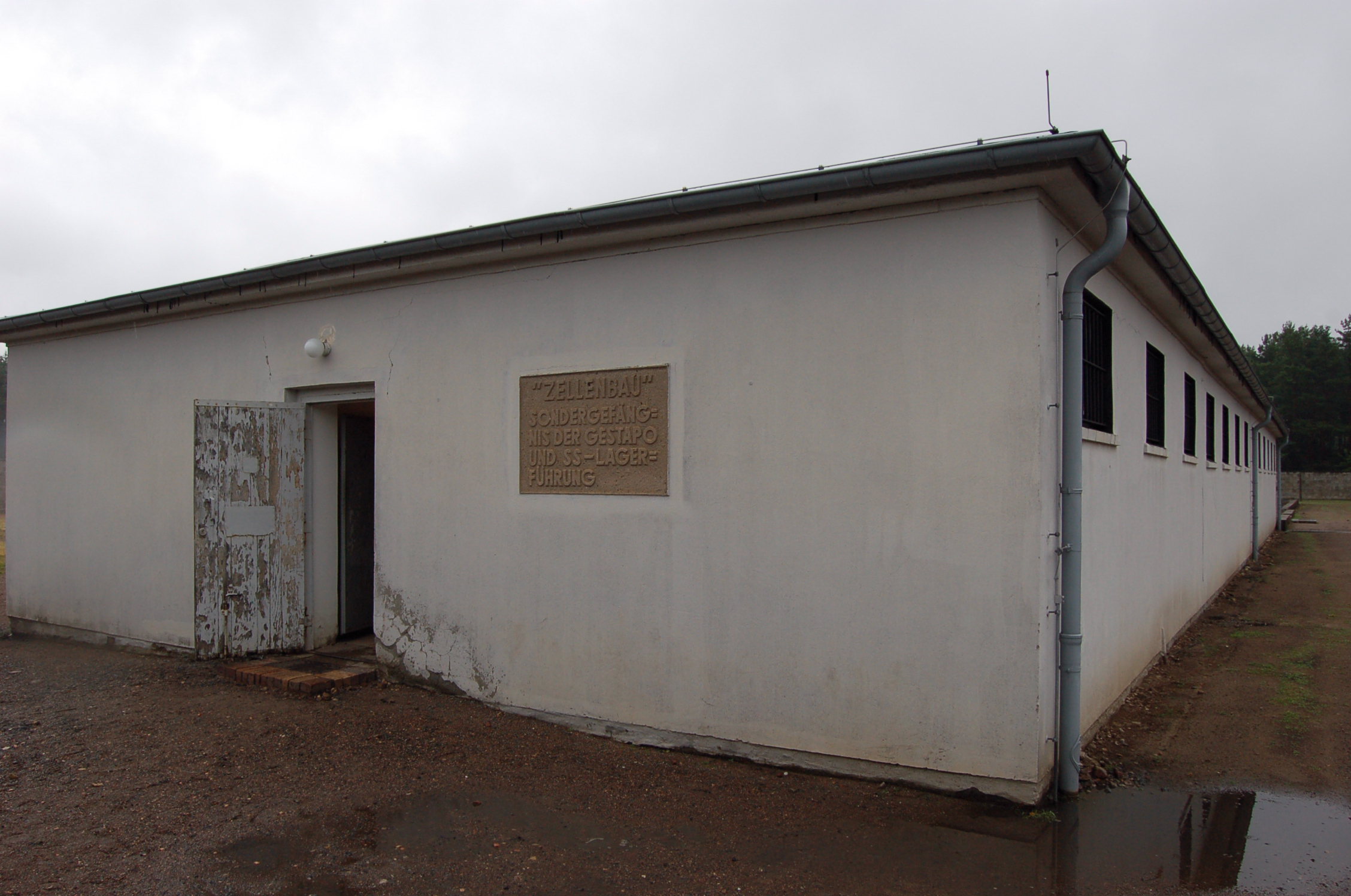
Целленбау

Целленбау, або Промінентенбау — табірна й гестапівська тюрма (також називають її барак, або бункер), яка розташовувалася в концтаборі «Заксенгаузен». Збудована в 1937 році.

## Відомості
Найбільш «режимна» територія табору. Тут утримували найважливіших в'язнів — знаних політиків, державних діячів. Серед них — провідник ОУН Степан Бандера.

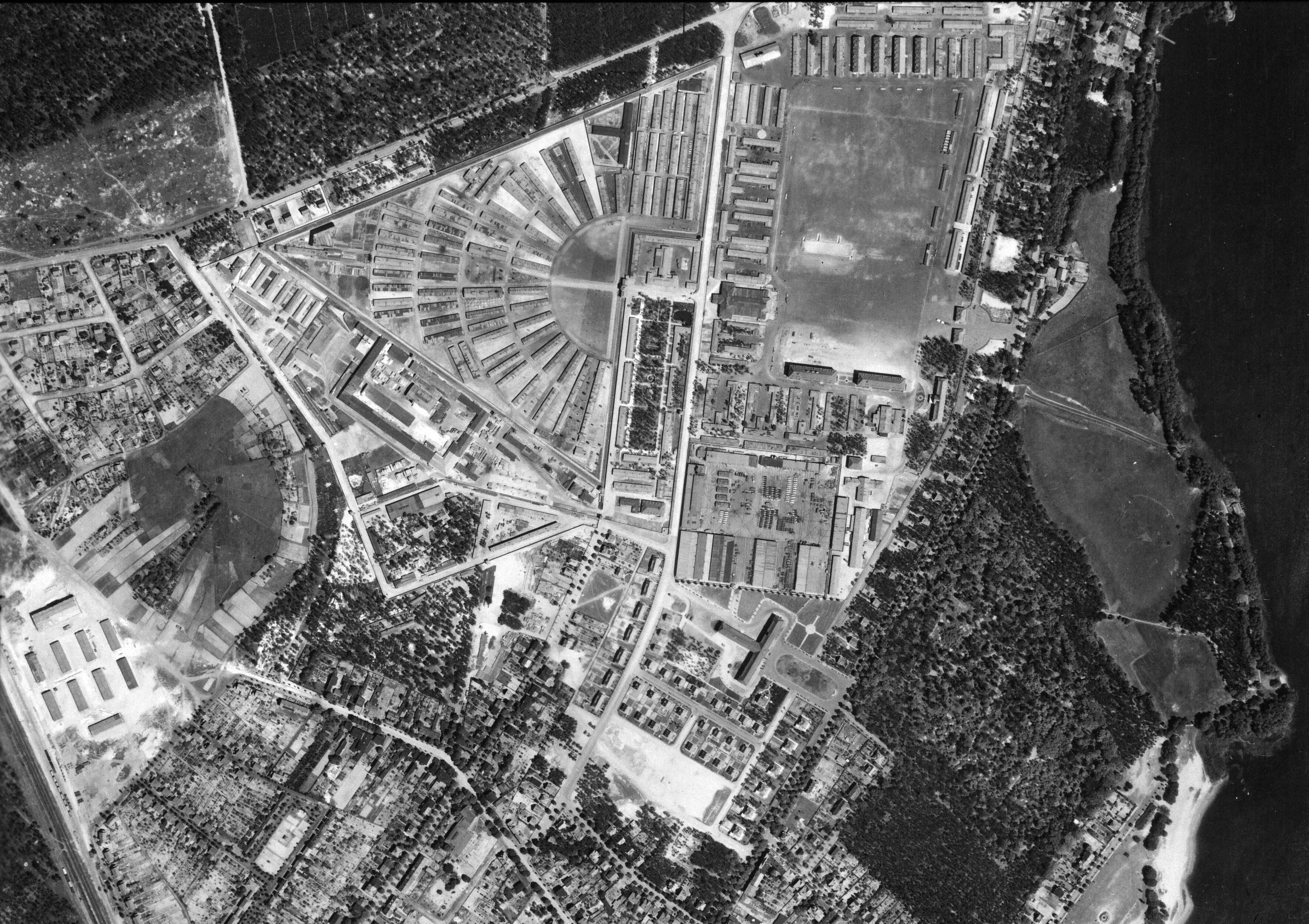
Вигляд табору Заксенгаузен (зроблений 1943 року британськими Королівськими ВПС) — зверху Т- подібна в'язниця.

«Целенбау» відрізнявся кращими умовами ув'язнення порівняно з загальними умовами концтабору. В'язні мешкали в маленьких камерах площею кілька квадратних метрів кожна.
На чотирьох кутах ізольованої від решти території табору були сторожові вежі з озброєними охоронцями.
Споруду з камерами було зведено 1936 року як Т-подібну будівлю, яка, маючи 80 камер, служила табором та спеціальною в'язницею гестапо для одиничного ув'язнення, утримання в темряві та масового розміщення. На подвір'ї будівлі тюрми, ізольованому від решти табору, для виконання особливо жорстоких вироків використовували земляний бункер і пристосування для «підвішування на палях» та інших катувань.
Одним з «пострахів» в'язнів був комендант блоку, гауптшарфюрер СС Курт Еккаріус (Ікаріус), який за будь-яке, на його думку, порушення режиму міг жорстоко катувати або вбити в'язня.

## В'язні
Всього, за підрахунками Олесі Ісаюк, відбували ув'язнення близько 200 осіб, з яких: 71 німець, 14 поляків, 8 українців, 7 французів, по 5 англійців, норвежців, росіян, один араб — солдат нацистської допоміжної поліції в Північній Африці.

### Українці
- Ярослав Стецько
- Тарас Бульба-Боровець
- Олег Ольжич (загинув під час катувань в таборі)
- Андрій Мельник
- Степан Бандера

### Німці
- Георг Ельзер
- Ганс Лютер
- Мартін Немоллер

### Поляки
- Стефан Ровецький
- Єжи Кунцевич

### Французи
- Поль Рейно — прем'єр Франції
- Леон Блюм — прем'єр Франції

### Також
- Курт Шушніг — канцлер Австрії
- Роберт Дамбітіс — міністр оборони Латвії
- Хоріа Сіма — командир румунської «Залізної гвардії»
- Одд Нансен - норвезький митець, син Фрітьйофа Нанесена
- Яків Джугашвілі — син Сталіна
- Дмитро Карбишев — генерал, герой Радянського союзу

## Джерело
- Гавриш І. Таємниця в'язня № 72192. Бандера у Заксенгаузені // Історія. — Львів, 2016. — № 2 (лют.). — С. 1, 3-5.